# Rhagidia campbellensis
Rhagidia campbellensis är en spindeldjursart som beskrevs av Zacharda 1980. Rhagidia campbellensis ingår i släktet Rhagidia och familjen Rhagidiidae. Inga underarter finns listade i Catalogue of Life.